# Trzcinica (Jasło)
Trzcinica ist ein Dorf der Landgemeinde Jasło im Powiat Jasielski der Woiwodschaft Karpatenvorland in Polen.
Der Ort ist bekannt für das Freilichtmuseum (Skansen) „Karpacka Troja“ an der Stelle eines der bekanntesten am besten erforschten frühmittelalterlichen slawischen Burgwälle in Polen.

## Geographie
Der Ort liegt im Sanoker Flachland an der Ropa, einem linken Zufluss der Wisłoka. Die Nachbarorte sind die Stadt Jasło im Osten, Osobnica und Brzyście im Süden, Przysieki im Westen, sowie Jareniówka, Opacie und Bączal Dolny im Norden.

## Geschichte

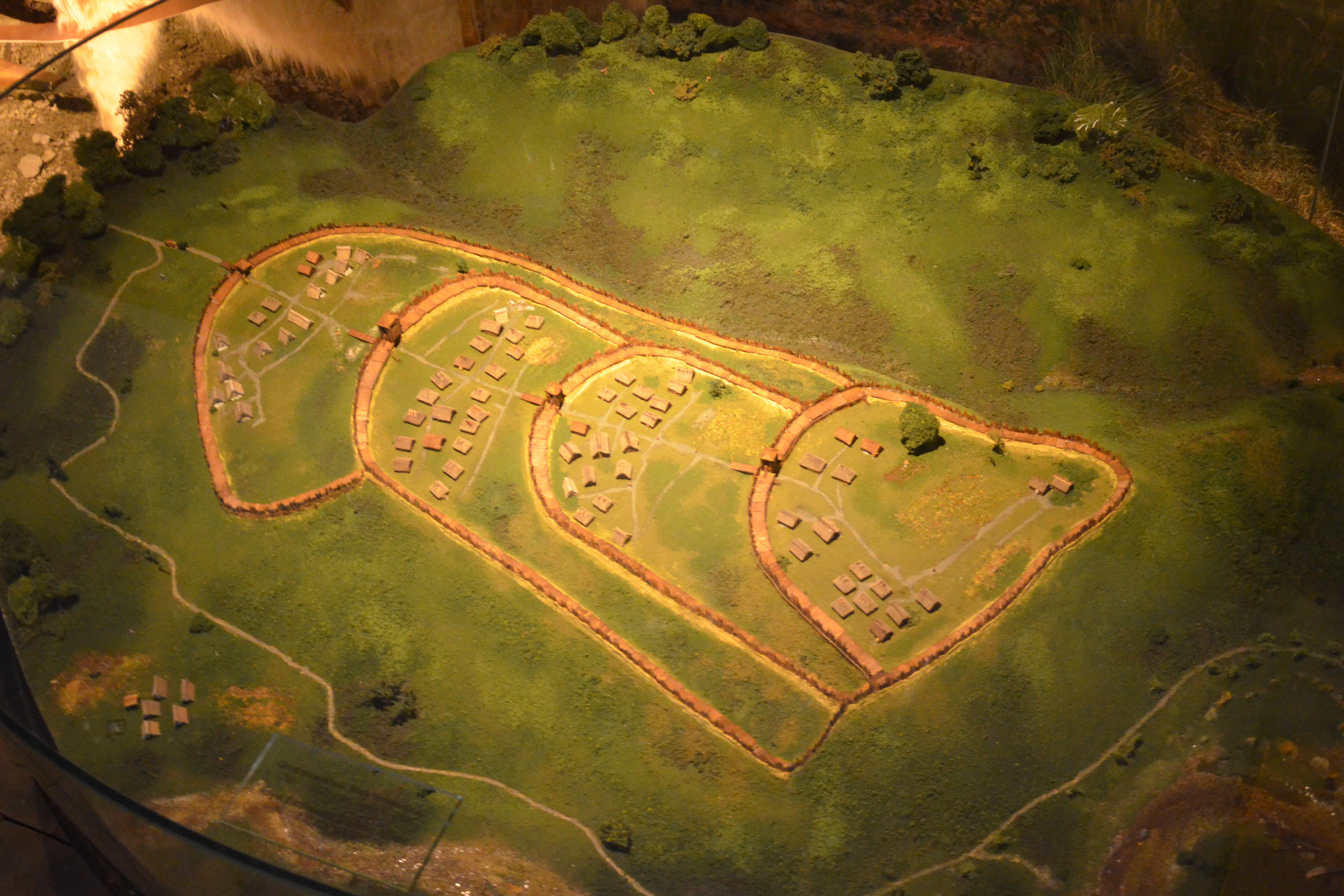
Burgwall der Wislanen

Ein Burgwall bestand schon in der Bronzezeit in den Jahren 2100–1650 v. Chr. Die Befestigung der Wislanen oder Lendizen an einer Landzunge um 30 m oberhalb der Ropa namens Wały wurde nach dem Jahr 770 n. Chr. gebaut. Sie lag in der Nähe des Zusammenflusses von Ropa, Wisłoka und Jasiołka im Zentrum des Sanoker Flachlands und wurde einige Male bis zum frühen 11. Jahrhundert ausgebaut. Am Ende umfasste sie fast 4 Hektar, war aber zwischendurch zeitweilig unbesiedelt. Die archäologischen Funde aus der ersten Besiedlungsphase deuten auf Anwesenheit der lokalen Elite, zumindest sehr wohlhabender Individuen. Die zweite Phase konnte mit der Piastenstaat verbunden werden. Der Burgwall wurde wahrscheinlich in den Jahren 1034 bis 1039 zerstört. An der Stelle wurde ein Depotfund mit mehrheitlich deutschen Münzen aus dem 10. Jahrhundert bis zum Jahr 1024, aber auch polnischen, englischen, italienischen, böhmischen und arabischen Münzen, gefunden.
Die bäuerliche Siedlung unterhalb des Burgwalls entwickelte sich im 12. Jahrhundert. Wahrscheinlich wurde sie im Jahr 1365 von König Kasimir dem Großen ins deutsche Recht übertragen und wurde 1376 erstmals erwähnt, als es im Besitz von Borko de Tsczenecz war. Der topographische Name ist vom Schilfrohr (trzcina) abgeleitet. Der Ort gehörte dann zur Kastellanei von Biecz, später Kreis Biecz der Woiwodschaft Krakau im Königreich Polen (ab 1569 in der Adelsrepublik Polen-Litauen).

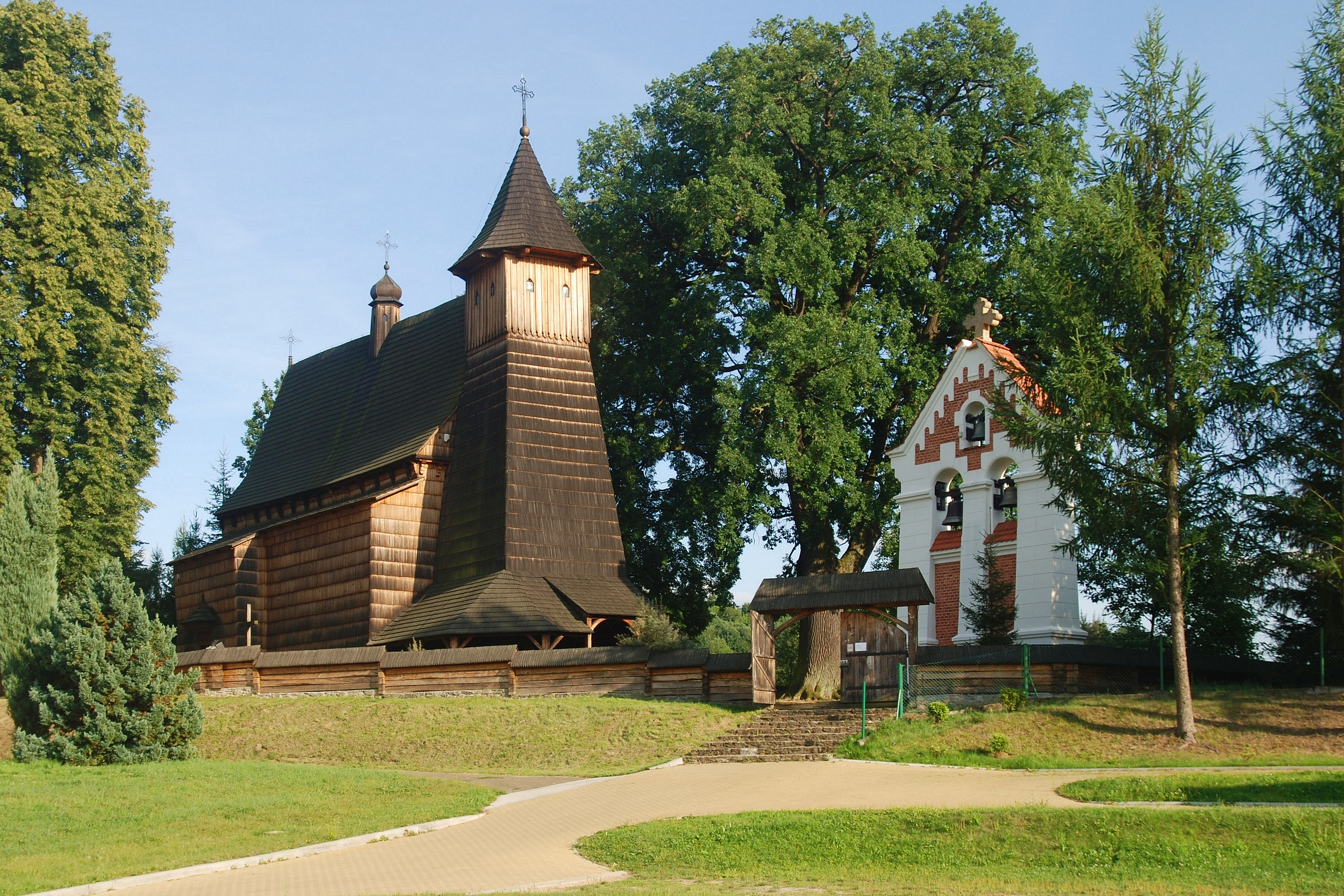
Alte Holzkirche

1480 wurde eine Pfarrei errichtet. Die Holzkirche wurde im Jahr 1551 gebaut.
Bei der Ersten Teilung Polens kam Trzcinica 1772 zum neuen Königreich Galizien und Lodomerien des habsburgischen Kaiserreichs (ab 1804). Nach der Aufhebung der Patrimonialherrschaften bildete es eine Gemeinde im Bezirk Jasło.
1918, nach dem Ende des Ersten Weltkriegs und dem Zusammenbruch der k.u.k. Monarchie, kam Trzcinica zu Polen. Unterbrochen wurde dies nur durch die Besetzung Polens durch die Wehrmacht im Zweiten Weltkrieg.
Von 1975 bis 1998 gehörte Trzcinica zur Woiwodschaft Krosno.